# شکربوته‌ها
شکربوته‌ها (نام علمی: Protea) نام یک سرده از تیره شکرپارگان است.